# Rio Cormaia
O Rio Cormaia é um rio da Romênia, afluente do Someşul Mare, localizado no distrito de Bistriţa-Năsăud.